# Großkamsdorf
Großkamsdorf ist ein Ortsteil von Kamsdorf in der Gemeinde Unterwellenborn im Landkreis Saalfeld-Rudolstadt in Thüringen.

## Lage
Großkamsdorf liegt am Nordostrand des Thüringer Schiefergebirges. Wenige Kilometer südlich entfernt befindet sich das Naherholungsgebiet Hohenwartestausee. Die Bundesstraße 281 führt aus Richtung Saalfeld nach Triptis zur Bundesautobahn 9 und weiter nach Fertigstellung der Ortsumgehung Unterwellenborn nah vorbei.

## Geschichte
Die Ortschronik berichtet über die erste urkundliche Ersterwähnung im Jahr 1381 zu großen Kampstorff. Die Kamsdörfer wurden dann Teil des Amtes Ranis (später Exklaven des kursächsischen Amts Arnshaugk). 1442 gab es zwischen den beiden Dörfern Streitigkeiten. Nach weiteren behördlichen Unterstellungen kamen die Dörfer nach dem Wiener Kongress 1815 als Exklaven zu Preußen (Landkreis Ziegenrück). 1820 wurde über dem Zollhaus an Stelle der alten Bockwindmühle eine steinerne Holländermühle gebaut. Im 20. Jahrhundert wurde sie mit Elektroantrieb versehen.  Mit der Auflösung Preußens kam der Ort 1944 zu Thüringen und nach 1952 zum Bezirk Gera. Am 1. Juli 1950 entstand die Gemeinde Kamsdorf durch den Zusammenschluss der bisherigen Gemeinden Großkamsdorf und Kleinkamsdorf. Seit 1994 gehört der Ort zum Landkreis Saalfeld-Rudolstadt. Mit dem Bau neuer Wohnsiedlungen und der Umgestaltung der Maxhütte sind die beiden Orte Großkamsdorf und Kleinkamsdorf vereint worden. Großkamsdorf weihte 2002 den neuen Platz Johann Gottlob Glaser ein. Kamsdorf wurde 2018 nach Unterwellenborn eingemeindet.

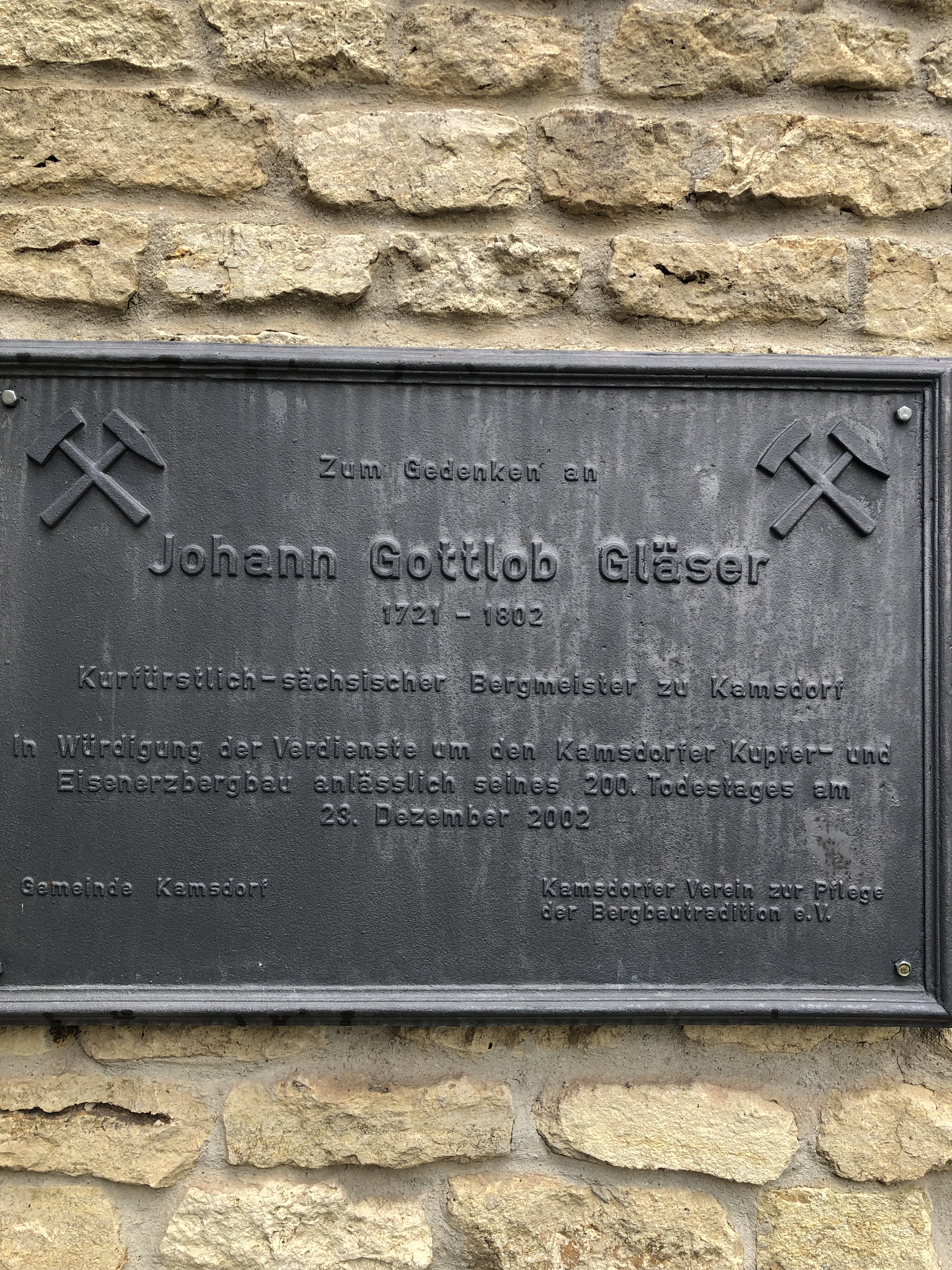
Gedenktafel für Johann Gottlob Gläser

## Sehenswürdigkeiten
- St. Peter und Paul (Großkamsdorf)
- Besucherbergwerk "Vereinigte Reviere Kamsdorf"[4]

## Persönlichkeiten
- Karl Schnobel (1863–1944), Lehrer (DDP)
- Peter Scher (1880–1953), Schriftsteller und Journalist
- Bernd Wiefel (* 1943), Lehrer und Heimatforscher
- Johann Gottlob Gläser (1721–1802), Bergmeister[5]